# Trypeta artemisiae
Trypeta artemisiae är en tvåvingeart som först beskrevs av Fabricius 1794.  Trypeta artemisiae ingår i släktet Trypeta och familjen borrflugor. Arten är reproducerande i Sverige. Inga underarter finns listade i Catalogue of Life.